# Phthiracarus radiatus
Phthiracarus radiatus är en kvalsterart som först beskrevs av Balogh och Sandór Mahunka 1978.  Phthiracarus radiatus ingår i släktet Phthiracarus och familjen Phthiracaridae. Inga underarter finns listade i Catalogue of Life.